# Melita appendiculata
Melita appendiculata är en kräftdjursart. Melita appendiculata ingår i släktet Melita och familjen Melitidae. Inga underarter finns listade i Catalogue of Life.